# Malta de cebada
La malta de cebada es la cebada que ha germinado; la cual en la industria cervecera es posteriormente secada y tostada en un proceso que suele denominarse “malteado”.
Tras el tostado, se le quitan las raicillas. El malteado prepara el grano para la fase de maceración, operación destinada a activar diversas enzimas que reducen las cadenas largas de azúcares en otras más simples y fermentables. Por esta propiedad, se suele usar la malta como fuente de azúcares para la fermentación de bebidas como cerveza e hidromiel, y para producir pan de cerveza, y como uno de los tipos de cereales germinados (sin secar y tostar) que pueden ser usados en la preparación del Jarabe de maltosa.
La cebada es una planta perteneciente a la familia de las gramíneas, de grano alargado y puntiagudo en los extremos, y de los llamados “vestido”, es decir, el grano y el germen están protegidos por la cascarilla.
Existen dos tipos de cebada, la de 6 carreras y la de 2 carreras. Además de proporcionar mejores propiedades a la cerveza, la cebada de 2 carreras presenta una mejor relación harina/cascarilla que la cebada de 6 carreras.
La parte fundamental del grano de cebada es el embrión que, bajo condiciones favorables de temperatura y de humedad, germina formando raíces y tallo. El endospermo ocupa la mayor parte del grano y constituye la reserva alimenticia de la planta (almidón), la cual será posteriormente la fuente de azúcares del mosto de cerveza. Sin embargo, la levadura no puede metabolizar este almidón, ya que posee una estructura formada por cadenas complejas de azúcares. Por este motivo debe ocurrir una transformación previa del almidón a azúcares sencillos (glucosa, maltosa y maltotriosa), tal proceso se realiza en el macerado del grano, que consiste en poner la malta en remojo a cierta temperatura para favorecer la acción de diferentes enzimas.

## Fabricación de la malta
Su fabricación comienza con unos ciclos de remojo o maceración de la cebada la cual se reblandece y se hincha por absorción del agua y de oxígeno del aire. De vez en cuando conviene dejar que tome contacto con el aire para permitir la respiración al germen del grano. Durante el primer remojo, se suele añadir algo de cal para desinfectar y limpiar la cebada. Cuando el grano se encuentra debidamente ablandado se puede doblar entre los dedos y la piel se suelta fácilmente al exprimir. Durante este proceso de malteado o germinación se desarrollan la plúmula y la radícula, con tanta más fuerza cuanto mayor haya sido el período de remojo (8 a 10 días) y el tipo de cebada. La cebada que no se ha hinchado pasa a germinar a la maltería.
Se lleva a cabo en unas bodegas especiales y en el embrión del grano se desarrollan los órganos destinados a convertirse en hojas y raíces de la planta. Durante este proceso se forman anhídrido carbónico y agua, siendo conveniente mantener constantes la concentración de oxígeno, la humedad y la temperatura. No conviene una excesiva aireación y la temperatura debe mantenerse entre 15 y 18 °C. Aquí intervienen unas enzimas que provocan una evolución química en el grano de cebada y que facilitan la disolución de la fécula. Así se obtiene la malta verde que posteriormente se tuesta dando lugar a los aromas más característicos de la cerveza, gracias a la acción de los enzimas que operan hasta los 75 °C. La reacción de los aminoácidos con los azúcares da lugar a la formación de las melanoidinas. Este proceso se basa en la reacción de las triosas (azúcares) con glicocola y con alanina (aminoácidos), dando lugar a compuestos muy coloreados. La intervención de otros aminoácidos (leucina y valina) va a favorecer la aparición de ciertos aromas y la intensificación del color.
En esta etapa de tostado se produce la diferenciación entre las cervezas oscuras y las claras. Las primeras se han de secar muy lentamente para permitir a las enzimas la formación de aminoácidos, mientras que las cervezas claras se secan más deprisa para reducir la formación de aminoácidos y la posterior aparición de los pigmentos característicos.
Otra forma de preparar cerveza oscura es aumentando la temperatura de tostación hasta los 120 °C, con lo que se "caramelizan" los azúcares y se oscurecen. De este modo, aparece una coloración más oscura, pero la proporción de aromas es menor.
Una vez tostada la malta conviene limpiarla de ciertos gérmenes y polvo que perturban el sabor, dándole un excesivo amargor. Posteriormente se almacena durante unas semanas, tiempo en el cual evolucionan algunos componentes coloidales.
Pasado ese tiempo se pasa a la preparación de la cerveza propiamente dicha.

## Molturación de la malta
Se realiza en molinos para desmenuzar el endospermo, pero sin que se trituren las glumillas.